# Вандербилт, Джарред
Джарред Вандербилт (англ. Jarred Vanderbilt; род. 3 апреля 1999, Хьюстон, Техас) — американский профессиональный баскетболист, выступающий в НБА за клуб «Лос-Анджелес Лейкерс». Играет на позиции лёгкого и тяжёлого форварда.

## Профессиональная карьера

### Денвер Наггетс (2018—2020)
21 июля 2018 года Джарред Вандербилт был выбран на драфте НБА под 41-м номером клубом «Орландо Мэджик», сразу же он был обменян в «Денвер Наггетс». 11 июля 2018 года Вандербилт подписал контракт с «Денвер Наггетс». 25 января 2019 года Вандербилт дебютировал в НБА в выигранном матче против «Финикс Санз» 132:95, набрав 1 очко, 3 подбора, 1 результативную передачу и 1 перехват. За время пребывания в «Наггетс» Вандербилт также играл в Джи-Лиге за «Делавэр Блю Коатс», «Рио-Гранде Вэллей Вайперс» и «Винди-Сити Буллз».

### Миннесота Тимбервулвз (2020—2022)
5 февраля 2020 года Вандербилт был обменян в клуб «Миннесота Тимбервулвз».
15 сентября 2021 года Вандербилт продлил контракт с «Тимбервулвз».

### Юта Джаз (2022—2023)
6 июля 2022 года Вандербилт был обменян вместе с Маликом Бизли, Патриком Беверли, Леандро Больмаро, правами на Уокера Кесслера, четырьмя будущими пиками первого раунда драфта НБА и правом на обмен пиков в клуб «Юта Джаз» на Руди Гобера.

### Лос-Анджелес Лейкерс (2023—настоящее время)
9 февраля 2023 года Вандербилт был обменян в «Лос-Анджелес Лейкерс» в рамках трехстороннего обмена с участием «Миннесоты Тимбервулвз». В этой сделке «Лейкерс» получили Вандербилта, Малика Бизли и Д'Анджело Рассела, «Юта Джаз» - Рассела Уэстбрука, Хуана Тоскано-Андерсона, Дэмиана Джонса и защищенный в топ-4 выбор первого раунда драфта 2027 года, а «Миннесота Тимбервулвз» - Майка Конли, Никейла Александера-Уокера и выбор второго раунда драфта.
15 сентября 2023 года Вандербилт подписал с «Лейкерс» четырехлетний контракт на сумму 48 миллионов долларов. Контракт был полностью гарантирован с опцией игрока на четвертый год.
19 января 2025 года «Лос-Анджелес Лейкерс» отправили форварда в свой фарм-клуб в Джи-лигу, где он будет набирать форму и готовиться к дебюту в сезоне.

## Статистика

### Статистика в НБА
| Сезон                                                                                    | Команда   | Регулярный сезон | Регулярный сезон | Регулярный сезон | Регулярный сезон | Регулярный сезон | Регулярный сезон | Регулярный сезон | Регулярный сезон | Регулярный сезон | Регулярный сезон | Регулярный сезон | Серия плей-офф | Серия плей-офф | Серия плей-офф | Серия плей-офф | Серия плей-офф | Серия плей-офф | Серия плей-офф | Серия плей-офф | Серия плей-офф | Серия плей-офф | Серия плей-офф |
| Сезон                                                                                    | Команда   | GP               | GS               | MPG              | FG%              | 3P%              | FT%              | RPG              | APG              | SPG              | BPG              | PPG              | GP             | GS             | MPG            | FG%            | 3P%            | FT%            | RPG            | APG            | SPG            | BPG            | PPG            |
| ---------------------------------------------------------------------------------------- | --------- | ---------------- | ---------------- | ---------------- | ---------------- | ---------------- | ---------------- | ---------------- | ---------------- | ---------------- | ---------------- | ---------------- | -------------- | -------------- | -------------- | -------------- | -------------- | -------------- | -------------- | -------------- | -------------- | -------------- | -------------- |
| 2018/19                                                                                  | Денвер    | 17               | 0                | 4,1              | 47,4             | 0,0              | 60,0             | 1,4              | 0,2              | 0,4              | 0,1              | 1,4              | 3              | 0              | 1,6            | -              | -              | -              | 0,3            | 0,0            | 0,0            | 0,3            | 0,0            |
| 2019/20                                                                                  | Денвер    | 9                | 0                | 4,6              | 71,4             | -                | -                | 0,9              | 0,2              | 0,3              | 0,1              | 1,1              | Не участвовал  | Не участвовал  | Не участвовал  | Не участвовал  | Не участвовал  | Не участвовал  | Не участвовал  | Не участвовал  | Не участвовал  | Не участвовал  | Не участвовал  |
| 2019/20                                                                                  | Миннесота | 2                | 0                | 2,6              | 0,0              | 0,0              | 100,0            | 0,5              | 0,0              | 0,0              | 0,0              | 1,0              | Не участвовал  | Не участвовал  | Не участвовал  | Не участвовал  | Не участвовал  | Не участвовал  | Не участвовал  | Не участвовал  | Не участвовал  | Не участвовал  | Не участвовал  |
| 2020/21                                                                                  | Миннесота | 64               | 30               | 17,8             | 60,6             | 20,0             | 55,9             | 5,8              | 1,2              | 1,0              | 0,7              | 5,4              | Не участвовал  | Не участвовал  | Не участвовал  | Не участвовал  | Не участвовал  | Не участвовал  | Не участвовал  | Не участвовал  | Не участвовал  | Не участвовал  | Не участвовал  |
| 2021/22                                                                                  | Миннесота | 74               | 67               | 25,4             | 58,7             | 14,3             | 65,6             | 8,4              | 1,3              | 1,3              | 0,6              | 6,9              | 6              | 6              | 21,5           | 48,1           | -              | 70,0           | 7,2            | 0,7            | 1,2            | 0,3            | 5,5            |
| 2022/23                                                                                  | Юта       | 52               | 41               | 24,1             | 55,6             | 33,3             | 65,7             | 7,9              | 2,7              | 1,0              | 0,3              | 8,3              | Не участвовал  | Не участвовал  | Не участвовал  | Не участвовал  | Не участвовал  | Не участвовал  | Не участвовал  | Не участвовал  | Не участвовал  | Не участвовал  | Не участвовал  |
| 2022/23                                                                                  | Лейкерс   | 26               | 24               | 24,1             | 52,9             | 30,3             | 78,4             | 6,7              | 1,6              | 1,2              | 0,2              | 7,2              | 15             | 13             | 16,4           | 40,0           | 24,1           | 70,0           | 3,2            | 0,8            | 0,7            | 0,8            | 4,6            |
| 2023/24                                                                                  | Лейкерс   | 29               | 6                | 20,0             | 51,8             | 29,6             | 66,7             | 4,8              | 1,2              | 1,2              | 0,2              | 5,2              | Не участвовал  | Не участвовал  | Не участвовал  | Не участвовал  | Не участвовал  | Не участвовал  | Не участвовал  | Не участвовал  | Не участвовал  | Не участвовал  | Не участвовал  |
|                                                                                          | Всего     | 273              | 168              | 20,5             | 56,8             | 29,0             | 64,5             | 6,4              | 1,4              | 1,1              | 0,4              | 6,1              | 24             | 19             | 15,9           | 42,5           | 24,1           | 70,0           | 3,8            | 0,7            | 0,8            | 0,6            | 4,3            |
| Наведите курсор мыши на аббревиатуры в заголовке таблицы, чтобы прочесть их расшифровку. |           |                  |                  |                  |                  |                  |                  |                  |                  |                  |                  |                  |                |                |                |                |                |                |                |                |                |                |                |

### Статистика в Джи-Лиге
| Сезон                                                                                    | Команда                   | Регулярный сезон | Регулярный сезон | Регулярный сезон | Регулярный сезон | Регулярный сезон | Регулярный сезон | Регулярный сезон | Регулярный сезон | Регулярный сезон | Регулярный сезон | Регулярный сезон | Серия плей-офф | Серия плей-офф | Серия плей-офф | Серия плей-офф | Серия плей-офф | Серия плей-офф | Серия плей-офф | Серия плей-офф | Серия плей-офф | Серия плей-офф | Серия плей-офф |
| Сезон                                                                                    | Команда                   | GP               | GS               | MPG              | FG%              | 3P%              | FT%              | RPG              | APG              | SPG              | BPG              | PPG              | GP             | GS             | MPG            | FG%            | 3P%            | FT%            | RPG            | APG            | SPG            | BPG            | PPG            |
| ---------------------------------------------------------------------------------------- | ------------------------- | ---------------- | ---------------- | ---------------- | ---------------- | ---------------- | ---------------- | ---------------- | ---------------- | ---------------- | ---------------- | ---------------- | -------------- | -------------- | -------------- | -------------- | -------------- | -------------- | -------------- | -------------- | -------------- | -------------- | -------------- |
| 2018/19                                                                                  | Делавэр Блю Коатс         | 4                | 0                | 16,2             | 57,1             | 66,7             | 30,0             | 7,8              | 0,5              | 1,3              | 0,0              | 7,3              | Не участвовал  | Не участвовал  | Не участвовал  | Не участвовал  | Не участвовал  | Не участвовал  | Не участвовал  | Не участвовал  | Не участвовал  | Не участвовал  | Не участвовал  |
| 2019/20                                                                                  | Рио-Гранде Вэллей Вайперс | 10               | 1                | 24,4             | 52,6             | 33,3             | 60,0             | 8,0              | 1,4              | 1,2              | 0,7              | 13,2             | Не участвовал  | Не участвовал  | Не участвовал  | Не участвовал  | Не участвовал  | Не участвовал  | Не участвовал  | Не участвовал  | Не участвовал  | Не участвовал  | Не участвовал  |
| 2019/20                                                                                  | Винди-Сити Буллз          | 3                | 3                | 30,2             | 54,1             | 0,0              | 77,8             | 10,0             | 1,3              | 1,7              | 1,7              | 17,3             | Не участвовал  | Не участвовал  | Не участвовал  | Не участвовал  | Не участвовал  | Не участвовал  | Не участвовал  | Не участвовал  | Не участвовал  | Не участвовал  | Не участвовал  |
| 2019/20                                                                                  | Айова Вулвз               | 7                | 5                | 28,7             | 51,1             | 21,4             | 55,0             | 13,0             | 3,6              | 1,4              | 1,4              | 15,9             | Не участвовал  | Не участвовал  | Не участвовал  | Не участвовал  | Не участвовал  | Не участвовал  | Не участвовал  | Не участвовал  | Не участвовал  | Не участвовал  | Не участвовал  |
|                                                                                          | Всего                     | 24               | 9                | 25,0             | 52,7             | 29,4             | 56,3             | 9,7              | 1,9              | 1,3              | 0,9              | 13,5             | Не участвовал  | Не участвовал  | Не участвовал  | Не участвовал  | Не участвовал  | Не участвовал  | Не участвовал  | Не участвовал  | Не участвовал  | Не участвовал  | Не участвовал  |
| Наведите курсор мыши на аббревиатуры в заголовке таблицы, чтобы прочесть их расшифровку. |                           |                  |                  |                  |                  |                  |                  |                  |                  |                  |                  |                  |                |                |                |                |                |                |                |                |                |                |                |

### Статистика в NCAA
| Сезон | Команда  | Conf  | Class | GP | GS | MPG  | FG%  | 3P% | FT%  | RPG | APG | SPG | BPG | PPG |
| --- | -------- | ----- | ----- | -- | -- | ---- | ---- | --- | ---- | --- | --- | --- | --- | --- |
| 2017/18 | Кентукки | SEC   | FR    | 14 | 0  | 17,0 | 42,6 | 0,0 | 63,2 | 7,9 | 1,0 | 0,4 | 0,8 | 5,9 |
| Всего | Всего    | Всего | Всего | 14 | 0  | 17,0 | 42,6 | 0,0 | 63,2 | 7,9 | 1,0 | 0,4 | 0,8 | 5,9 |
| Наведите курсор мыши на аббревиатуры в заголовке таблицы, чтобы прочесть их расшифровку Статистика приведена с сайта sports-reference.com |          |       |       |    |    |      |      |     |      |     |     |     |     |     |